# Manuel Cardoso de Almeida
Manuel Cardoso de Almeida foi um sertanista, filho de Matias Cardoso de Almeida e sua esposa Isabel Furtado (falecida em 1683). Foi casado com Ana Domingues, filha do Capitão Diogo Domingues de Faria, e gerou Matias, um monge beneditino na Bahia; Salvador Cardoso de Oliveira; e Domingos do Prado de Oliveira. Era capitão de infantaria e esteve no grupo de seu irmão Matias Cardoso, aquando da expedição de Rodrigo Castel Branco ao sertão de Sabarabuçú. Faleceu em algum ponto antes de 1683, quando as posses de sua mãe foram inventariadas.